# Никола Шопов (Солун)
Вижте пояснителната страница за други личности с името Никола Шопов.
Никола Нишов Шопов е деец на Българската комунистическа партия.

## Биография
Никола Шопов е роден в 1912 г. в град Солун, днес в Гърция. Родителите му емигрират в България (1920). Работи в шоколадената фабрика „Пеев“ край Своге и се присъединява към комунистическото движение.
Секретар на Работническия есперантски съюз (1932) и Работническото сладкарско сдружение (1938 – 1940). От 1934 до 1936 г. е сътрудник на Военния отдел на Окръжния комитет на БКП в София.
През юни 1941 г. става част от саботажната група на Никола Ботушев, в която отговаря за набавянето и складирането на оръжието и взривните вещества. Заловен на 27 септември 1941 година. Обесен в Софийския централен затвор заедно с Никола Ботушев, Денко Денков и Александър Велков на 15 ноември 1941 г.